# Chikujō
Chikujō (築上町, Chikujō-machi) est un bourg du district de Chikujō, dans la préfecture de Fukuoka au Japon.
Au 1er juillet 2014, la population s'élevait à 18 712 habitants répartis sur une superficie de 119,35 km2.